# Љубомир (жупа)
Љубомир је била средњовековна српска жупа која се простирала северно од Требиња.

## Историја
Жупа Љубомир се по први пут спомиње у Барском родослову (Летопису попа Дукљанина) писаном у другој половини 12. века. Центар жупе био је у граду Врпољу. Планинска област жупе Љубомир била је повољна за сточарство. Мавро Орбин пише да је жупа добила назив по Љубомиру из жупе Луке на Неретви. Љубомир је био у саставу Хумске земље. Почетком 15. века Љубомир је у саставу државе Сандаља Хранића Косаче. Он је 19. октобра 1413. године из Љубомира послао писмо Дубровачкој републици. Браћа Радивојевићи из Љубомира помињу се 1464. године. Љубомир је ушао у састав Османског царства након пада Требиња 1466. године. Вукац Угарковић и Рајко Ноновић из Љубомира помињу се 1491. године. У Љубомиру је пронађен већи број некропола са стећцима. Значајан је стећак Покрајца Оливеровића који помиње војводу Сандаља Хранића. Натпис је на ћирилици. Писан је између 1404. и 1435. године. То је доказ да је Сандаљ Хранић управљао Љубомиром од 1404. године. У Љубомиру се помињу Власи Зотовићи. Били су веома угледни и познати Дубровчанима који су путовали овим крајевима. 